# جريج جاكسون (مدرب الفنون القتالية المختلطة)
جريج جاكسون (بالإنجليزية: Gregory Jackson؛ مواليد 1974) هو مُدرب فنون قتالية مختلطة أمريكي. ويمتلك أكاديمية جاكسون وينك في ألبوكيركي، نيو مكسيكو، والتي تعتبر على نطاق واسع واحدة من أفضل مراكز تدريب الفنون القتالية المختلطة في العالم.
قام جاكسون بتدريب العديد من المقاتلين الناجحين، بما في ذلك بطل يو إف سي للوزن الثقيل الحالي جون جونز، وبطل يو إف سي لوزن الوسط السابق جورج سانت بيير، وبطلة وزن الديك للسيدات السابقة في يو إف سي هولي هولم، وبطل وزن خفيف الثقيل في يو إف سي رشاد إيفانز، وقائمة من المتنافسين الآخرين والأبطال في يو إف سي وورلد إكستريم كايج فايتينج.